# Melpomeni Çobani
Melpomeni Çobani (ur. 6 czerwca 1928 w Tiranie, zm. 26 października 2016 tamże) – albańska aktorka i artystka estradowa.

## Życiorys
Pochodziła z ubogiej rodziny i w bardzo młodym wieku rozpoczęła pracę w drukarni Mihal Druri. Tam też występowała w teatrze amatorskim, który utworzyli pracownicy drukarni. W okresie II wojny światowej wzięła udział w ruchu oporu. W 1947 zadebiutowała na deskach Teatru Ludowego w Tiranie, w roli Lizy w przedstawieniu Liza i Sula. W latach 1947–1949 brała udział w kursie teatralnym zorganizowanym przy Teatrze Ludowym w Tiranie dla aktorów nieprofesjonalnych. W 1948 r. w Tiranie odbyło się przedstawienie, zorganizowane przez absolwentów kursu, w którym Çobani zagrała jedną z głównych ról. Dzięki tej roli została zauważona przez reżysera Pandi Stillu i zatrudniona w 1949 r. w Teatrze Ludowym (późniejszym Narodowym) w Tiranie. Równolegle zaczęła występować w Radiu Tirana, śpiewając pieśni ludowe. Zasłynęła przede wszystkim rolami komediowymi i występami na deskach stołecznego Teatru Estrady, który założyła wraz z grupą przyjaciół. W Radiu Tirana prowadziła co tydzień audycję Ora gazmore. Od 1955 była aktorką Estrady Państwowej (Estrada e Shtetit), z którą była związana przez 30 lat.
Pierwszym kontaktem z filmem był dla niej epizod w filmie Tana. Potem wystąpiła jeszcze w dziesięciu filmach fabularnych.
Drugą pasją Melpomeny Çobani był sport. Grała w siatkówkę, w stołecznym zespole Partizani, ale osiągała także sukcesy w tenisie stołowym i lekkoatletyce (uprawiała rzut dyskiem, oszczepem i pchnięcie kulą). Największe sukcesy odnosiła w rzucie dyskiem, należąc do najlepszych w kraju w tej dyscyplinie w latach 40. W 1955 r. zakończyła karierę sportową, poświęcając się wyłącznie występom na scenie.
W roku 1961 została uhonorowana tytułem Zasłużonego Artysty (alb. Artist i Merituar), a osiemnaście lat później Artysty Ludu (alb. Artist i Popullit). Została także uhonorowana Orderem Naima Frashëriego I kl. W roku 1976 przeszła na emeryturę. Powróciła na scenę w 1996, przygotowując recital pieśni ludowych dla telewizji albańskiej.

## Role filmowe
- 1958: Tana
- 1968: Estrada ne ekran
- 1970: I teti ne bronz jako Xhaxhaica
- 1972: Kapedani jako Faturino
- 1974: Qyteti më i ri në botë
- 1979: Ballë për ballë jako sprzątaczka Bedrija
- 1979: Radiostacioni jako osoba sprzedająca samochód
- 1983: Fraktura jako sprzątaczka
- 1983: Operacioni Zjarr
- 1987: Tela për violine jako halla
- 1987: Një vit i gjatë
- 1988: Stolat në park jako matka